# Paul Wilpert (Philosoph)
Paul August Wilpert (* 26. April 1906 in München; † 1. Januar 1967 in Köln) war ein deutscher Philosoph.

## Leben
Er studierte Philosophie, Pädagogik, Geschichte, klassische Philologie und Germanistik an der Universität München und promovierte 1929 zum Doktor der Philosophie. Nach der Habilitation 1937 wurde er an die PTH Passau berufen, wo er ab 1. November 1937 Vertreter des Lehrstuhls für Philosophie war. Am 1. Januar 1938 wurde er außerordentlicher und am 1. Januar 1946 schließlich ordentlicher Professor. Von 1945 bis 1949 leitete er die Staatliche Bibliothek Passau. Im Jahr 1954 wurde er an die Universität Köln berufen, wo er als Nachfolger Joseph Karl Kochs Direktor des Thomas-Instituts wurde.

Leaman schreibt in seinem Gesamtüberblick zum NS-Engagement der Universitätsphilosophen über Wilpert:
1.3.36 NSLB [Nationalsozialistischer Lehrerbund] (Nr. 334.371), 1.5.37 NSDAP (Nr. 3.994.859); Partei-Schulungsreferent, SA-Obertruppenführer [muss Obertruppführer heißen laut Professorenkatalog der Universität zu Köln – entspricht Oberfeldwebel] und »WK [Wehrkreis] u. PP. [Polizeipräsidium] Referent im Standartenstab« (REM [Reichsministerium für Wissenschaft, Erziehung und Volksbildung]-Fragebogen, BAK [Bundesarchiv Koblenz]). 1941 Unterbrechung der Hochschullaufbahn durch Schließung d.Phil.-Theol. Hochschule in Passau.
Wilpert war seit 1934 mit Elisabeth Maria Josepha geb. Hartmann verheiratet. Er starb 1967 am Neujahrstag im Alter von 60 Jahren in seiner Wohnung in Köln-Nippes.

## Schriften (Auswahl)
- Das Problem der Wahrheitssicherung bei Thomas von Aquin. Ein Beitrag zur Geschichte des Evidenzproblems. Münster 1931, OCLC 4042419.
- Was heißt philosophieren? Nürnberg 1947, OCLC 47778648.
- Zwei aristotelische Frühschriften über die Ideenlehre. Regensburg 1949, OCLC 73595557.
- Bildung für das Volk, eine Gefahr und eine Aufgabe. Regensburg 1949, OCLC 249923525.